# هيروبانتي (فلم)
هيروبانتي (بالإنجليزية: Heropanti) هو فيلم هندي أصدر سنة 2014 للمخرج صابر خان وإنتاج ساجد ناديادوالا. وبطولة تايجر شروف، كريتي سانون وبركاش راج.

## القصة
تحكي القصة عن رجل غني يدعى تشودهاري يتمتع بشهرة كبيرة في قريته أراد تزويج ابنته الكبرى رينو من أحد الرجال ليتفاجئ بهربها ليلة الزفاف رفقة شاب تحبه يدعى راجو . فيبدئ بالبحث عنها ويختطف الصديقين المقربين من راجو ويهددهما بالقتل إن لم يخبراه بمكان راجو ورينو فيخبرانه بأن صديقهما بابلو هو الذي يعلم مكانهما ويرسل شودهاري رجاله لإحضار بابلو الذي يدخل في قتال معهم فيهزمهم جميعا ولكن أحدهم يباغته بضربة من عصى على رأسه تفقده الوعي وحين يستيقض يجد نفسه في منزل تشودهاري ولكنه يضل وفيا لصديقه فيرفض إخبار تشودهاري بمكان صديقه ويحتجز رفقة صديقيه ليخبرهما بأنه رأى فتاة ووقع في حبها وتكون هته الفتاة هي ديمبي البنت الأصغر لتشودهاري والتي تحرم من الذهاب إلى الجامعة بسبب فعلة أختها فتطلب من بابلو إخبارها بمكان رينو لكنه يرفض دون أن يرى وجهها ويعلم أنها الفتاة التي يحبها. ولكنه كان يمتلك أحد أقراطها التي سقطت من أذنها في أول يوم رأها فيه ويخطط مع صديقيه وشاب أخر ينضم إليهم للهرب وركوب القطار وينفذون الخطة بالفعل ولكن قبل ركوب القطار يرى بابلو ديمبي في المعهد ويرفض الذهاب ويعقد تحالفا معها على أن تجد له الفتاة مقابل أن يعيد إليها رسائل الحب التي كان يرسلها راجو إلى رينو والتي وقعت بين يديه بالصدفة بدل إعطائها إلى تشودهاري وجاهلا أن الفتاة التي تحالف معها هي التي يحبها ويعرف تشودهاري مكان راجو ورينو ويأخد بابلو وصديقيه معه لأخذ رينو ولكن بابلو يساعدهما على الهرب دون دراية تشودهاري وعندما يعود إلى منزل تشودهاري يدخل منزله ليلا سرا و ينقطع الكهرباء فجأة ويلتقي بابلو بدمبي ويعطيها قرط الفتاة ويطلب منها إيجادها ولكن لاأحد منهما يرى الأخر بسبب الظلام وحين يذهب بابلو ويعود الكهرباء ترى ديمبي القرط وتعرف أنه لها لتنصدم من أنها هي الفتاة التي يحبها بابلو وتدخل سرا إلى المكان الذي يحتجز به بابلو وصديقيه لأخذ رسائل رينو وتسمعه يخبر صديقيه أنه يعرف مكان رينو وراجو وتهرب من المكان وأثناء إخبارها صديقتها عن الأمر يسمعها عمها ويعرض عليها الأربعة ويجبرها على إخباره أي منهم هو من يعلم فتخبره أنه بابلو الذي يتعرف عليها الآن فقط فيقوم تشودهاري ورجاله بجلده وهو لايهتم وكل مايفكر فيه هو ديمبي ويهدده تشودهاري بالقتل ولكن هذا لايزعرع رأيه ولكن حين يهدده تشودهاري بقتل صديقيه يكذب عليه مخبرا إياه بأن راجو ورينو في دلهي فيذهبون جميعا إلى هناك أخذين معهم ديمبي و يبدأ بابلو بالانتقال بهم من مكان إلى أخبر من المعبد إلى المحكمة وتمر حافلة فجأة من أمامهم ويعتقد تشودهاري أن رينو بداخلها فيلحقون بالحافلة ليجدوا أنها ليست رينو ويتذكرون فجأة أنهم نسوا ديمبي أمام المحكمة فيركض بابلو في كل مكان محاولا إيجادها ليعثر على بعض الشباب يحاولون اغتصابها فيوسعهم ضربا مما يجعل تشودهاري معجبا به وفي المساء أثناء تواجدهم بفندق تشكر ديمبي بابلو ويذهبا معا إلى ملهى ليلي حيث يرقصان معا لتقع ديمبي في حبه وفي صباح اليوم التالي تعترف له ويباغتهما الحافلة التي تمر فجأة وداخلها رينو وراجو فيلحقون بها ويقبضون عليهما وقد كان كل هم تشودهاري أن لاتضل ابنته في ضروف سيأة ولكنها تجرح مشاعره وتقول أنه يلحقهم طوال الوقت مثل الكلب فيحزن تشودهاري كثيرا ولكنه يغفر لها هي وراجو ويسمح لهما بالزواج كما يسمح لديمبي وبابلو بعد أن تدور مواجهة بين هذا الأخير وشاب أخر كان يريد الزواج من ديمبي. والتي انتهت بفوز بابلو.

## الشخصيات
- تايغر شروف في دور بابلو
- كريتي سانون في دور ديمبي
- سوجاندها ميشرا في دور شالو
- براكاش راج في دور شودهاري
- سانديبا دار في دور رينو
- فيكرام سينغ في دور راجو فوجي

## روابط خارجية
- هيروبانتي على موقع IMDb (الإنجليزية)
- هيروبانتي على موقع روتن توميتوز (الإنجليزية)
- هيروبانتي على موقع نتفليكس (الإنجليزية)
- هيروبانتي على موقع قاعدة بيانات الأفلام العربية
- هيروبانتي على موقع ألو سيني (الفرنسية)
- هيروبانتي على موقع أول موفي (الإنجليزية)
- هيروبانتي على موقع بوكس أوفيس موجو (الإنجليزية)
- هيروبانتي على موقع فيلمافينيتي (الإسبانية)
- هيروبانتي على موقع قاعدة بيانات الفيلم (الإنجليزية)
- هيروبانتي على موقع ليتربوكسد (الإنجليزية)